# Château Saint-Roch (Le Pin)
Le château Saint-Roch est un château située sur la commune de Le Pin, dans le département de Tarn-et-Garonne en France.

## Localisation
Le château Saint-Roch a été construit sur une terrasse à flanc de colline à 6 km au sud-ouest de Saint-Nicolas-de-la-Grave.

## Description

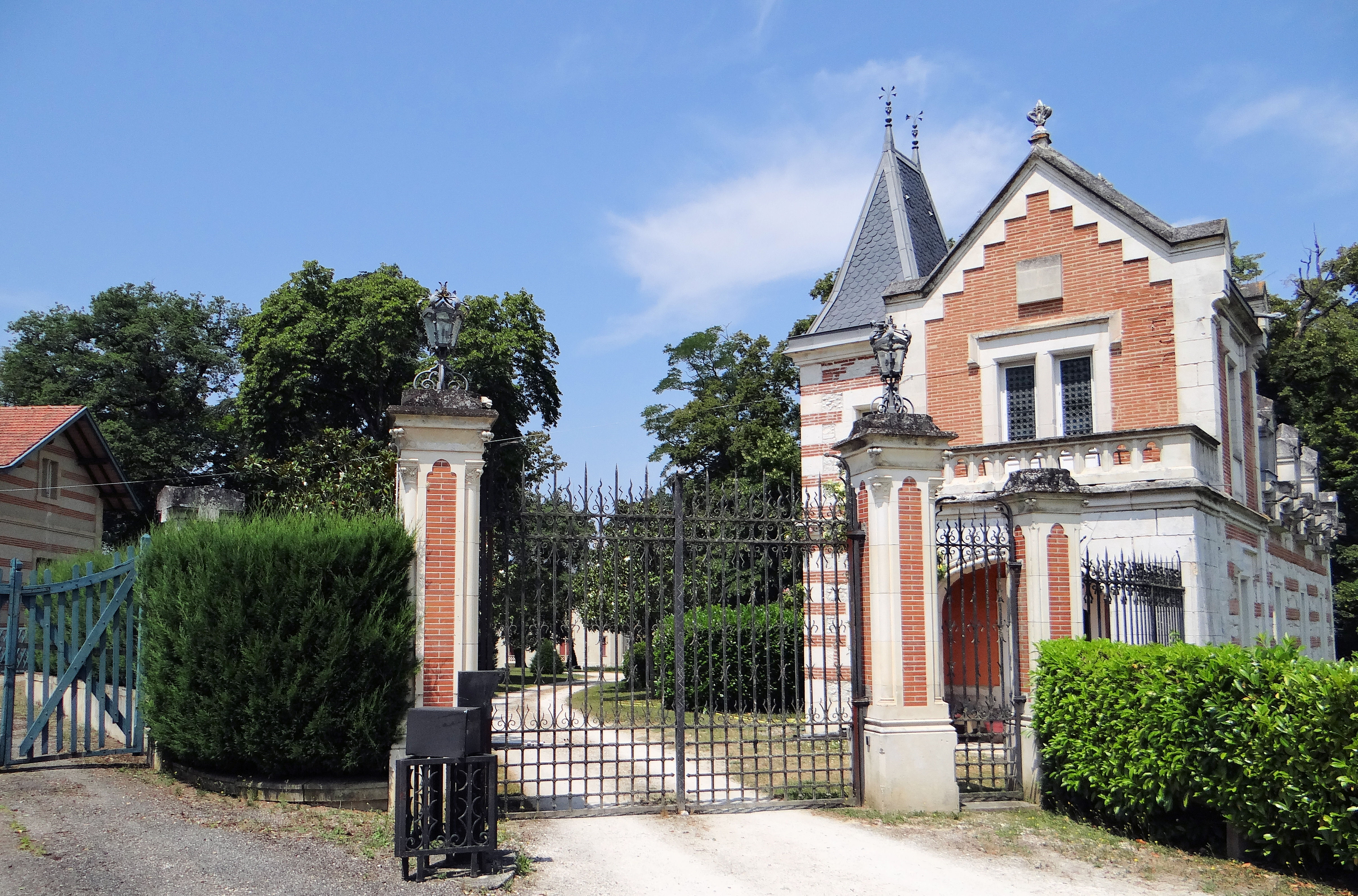
Entrée, maison du gardien et communs

C'est un château de style néo-Renaissance construit par l'architecte Théodore Olivier. Le décor du grand salon et dessins sont l’œuvre du peintre décorateur Edmond Lechevallier-Chevignard. On doit aussi le parc à l'architecte paysagiste Édouard André.

## Historique
Le château Saint-Roch a été construit entre 1860 et 1870 pour le collectionneur Georges de Monbrison.
Le château Saint-Roch est inscrit au titre des monuments historiques par arrêté du 30 août 1993.